# Clare County
Clare County is een county in de Amerikaanse staat Michigan. Het is vernoemd naar het Ierse County Clare.
De county heeft een landoppervlakte van 1.468 km² en telt 31.252 inwoners (volkstelling 2000). De hoofdplaats is Harrison.
Een aanzienlijk deel van de county is bebost en er zijn talrijke kleine meren. Toerisme (wandelen, jagen, vissen, etc.) vormt daardoor een belangrijke inkomstenbron.